# تیم ملی بسکتبال مردان گواتمالا
تیم ملی بسکتبال گواتمالا نماینده گواتمالا در مسابقات بین‌المللی است.